# Peptale
Peptale eller peptalk er en motiverende tale gerne med høj underholdningsværdi, der har til formål at motivere og inspirere tilhørerne. Talere kan forsøge at udfordre eller ændre deres publikum med deres peptale.
Peptaler kan holdes på skoler, kollegier, religiøse steder, virksomheder og organisationer, topmøder myndigheder, konferencer, messer eller lignende begivenheder.